# Praha-Klánovice (železniční zastávka)
Praha-Klánovice je železniční zastávka na trati Praha – Česká Třebová. Stojí v ulici U Trativodu čp. 91. Je součástí Pražské integrované dopravy.

## Historie
Železniční zastávka pod názvem Jirná byla na trati Severní státní dráhy z Prahy do Olomouce postavena roku 1883 na původním katastrálním území obce Koloděje. V její blízkosti vznikla osada Kolodějské Zálesí, která se později sloučila s osadou Klánovice, založenou Václavem Klánem roku 1875.
Zastávka nesla na začátku 20. století název Jirny, do roku 1921 Jirny-Koloděje, v letech 1921–1937 Jirny-Klánovice a nakonec Klánovice.

### Popis
Původní trať byla dvojkolejná. Na nástupišti na severní straně kolejí (vpravo v pohledu na Prahu) stála přízemní, hrázděná nádražní budova, na protilehlém nástupišti byl později postaven přístřešek pro manipulaci se zavazadly cestujících. Obě nástupiště spojoval přejezd s přechodem pro pěší, mimo přechod stál kvůli bezpečnosti mezi kolejemi plot.
V 50. letech 20. století byl místo přejezdu vybudován již zaniklý podchod a východně od zastávky silniční nadjezd.

### Modernizace
V letech 2013–2015 proběhla modernizace úseku mezi železničními stanicemi Praha-Běchovice a Úvaly. Nádraží v Klánovicích prošlo kompletní rekonstrukcí. Při ní byla opravena budova zastávky a obě nástupiště, zvýšena traťová rychlost na 160 km/h, postaven byl i nový podchod o šířce 4 metry jako náhrada za starý, který byl vinou nefunkčního systému izolací trvale zaplaven vodou.[zdroj?]
Podchod je o 20 metrů blíž k budově zastávky, má schodiště a bezbariérové přístupové chodníky. Tyto jsou dvojramenné s mezipodestou a schodiště na nástupiště na ně navazuje. Podchod je zastřešen montovanou ocelovou konstrukcí, boční stěny jsou prosklené. Zastřešení u budovy bylo zkráceno z původních 102 metrů na 46,2 metru. Protihlukovou stěnou je gabionová zeď, která vede od silničního mostu v ulici Slavětínská až k budově zastávky.

## Turismus
Přes zastávku vedou nebo z ní vycházejí turistické značené trasy  0008 z Uhříněvsi do Úval,  0010 do Říčan,  1003 do Uhříněvsi,  3117 (okružní Klánovickým lesem) a  6001 do Jiren. Je výchozím místem pro Naučnou stezku Klánovickým lesem a Naučnou stezku Lesní galerie I. a II. Cyklisté mohou využít cyklostezky A500 a 8211.